# Trainee
Trainee kallas en nyanställd person som utbildas i företagets regi. Utbildningen kallas traineeprogram.

## Bakgrund
En trainee är vanligtvis en nyutexaminerad student från universitet eller högskola, ofta inom områdena teknik och ekonomi. Traineeprogram erbjuds av företag och myndigheter och har formen av en anställning. Traineeprogrammet innehåller oftast både praktik och teori, d.v.s. en del utbildning, och syftar oftast till att traineen ska lära sig företagets verksamhet från grunden och bygga nätverk för att efter avslutad traineeperiod kunna bli en nyckelperson i företaget. Traineeprogrammen hålls ofta under mellan 12 och 24 månader. Under den tiden förväntas personen få avtalsenlig lön samt fast anställning efter programmets slut.

## Trainee i Sverige
I Sverige erbjuder ca 200 företag traineeprogram, exempelvis SEB, ABB, Ericsson, Siemens, Acando, Schibsted, Telenor och Moelven. Exempel på personer som startat sin karriär som trainee är Carl-Henric Svanberg, Leif Östling, Annika Falkengren.
I Sverige har Sveriges Ingenjörer och Civilekonomerna sedan 2006 en gemensam certifiering av traineeprogram.